# Stavîșce, Mlîniv
Stavîșce (în ucraineană Ставище) este un sat în comuna Uiizdți din raionul Mlîniv, regiunea Rivne, Ucraina.

## Demografie
Componența lingvistică a localității Stavîșce
     Ucraineană (100%)
Conform recensământului din 2001, toată populația localității Stavîșce era vorbitoare de ucraineană (100%).